# Достоєвський Федір Михайлович
Фе́дір Миха́йлович Достоє́вський (рос. дореф. Ѳедоръ Михайловичъ Достоевскій, рос. Фёдор Михайлович Достоевский; 30 жовтня (11 листопада) 1821, Москва, Російська імперія — 28 січня (9 лютого) 1881, Санкт-Петербург, Російська імперія) — російський письменник. Визнаний класиком російської літератури та одним з найкращих романістів світового значення, вважається першим представником персоналізму в Росії.
Творчість письменника мала вплив на світову літературу, зокрема на творчість ряду лауреатів Нобелівської премії з літератури, становлення екзистенціалізму і фройдизму. До найвидатніших творів письменника відносять романи «великого п'ятикнижжя». Романи «Злочин і покарання», «Ідіот», «Біси» і «Брати Карамазови» включені в список 100 кращих книг Норвезького книжкового клубу 2002 року. Багато відомих творів Достоєвського багаторазово екранізувалися та інсценувалися в театрі, ставилися балетні та оперні постановки.

## Українське коріння
Першим відомим предком письменника і засновником роду Достоєвських був боярин Данило Ртищич. В 1506 р. за службу у князя Федора Ярославича він отримав село Достоєве на теренах давнього Пінського князівства на Волині, від назви якого й пішло прізвище. Одним з його нащадків був Феодор Достоєвський, «прокуратор» князя Андрія Курбського, згаданий у документах 1570-х років. Під 1664 роком у селі Секунь згадується й інший пан Достоєвський. Достоєвські володіли й сусіднім селом Кличковичі (першим власником був Карл Достоєвський, котрий мав сина Гомера).
1775 — Достоєвські продали Кличковичі. Тоді Григорій Гомерович Достоєвський перебрався до Янушполя (як припускають дослідники, під Житомиром), де став священником. Його сини також стали священниками — на Поділлі: Ян — у селі Скала, Андрій — у селі Війтівці.
Андрій Достоєвський, дід письменника, був священником у 1782–1820 рр., підписувався українською — «Андрій». Після нього у Війтівцях правив його син Лев (1820–1829 роки). Інший син, Михайло (батько письменника), навчався в Подільській семінарії, заснованій у Шаргороді. Звідти, як одного з найкращих учнів, його скерували на навчання до Медико-хірургічної академії в Москву (після навчання став одним із найкращих лікарів Маріїнської лікарні для бідних). До війни 1812 року підписувався українською — «Михайло» і лише під час війни, коли він працював військовим лікарем, став підписуватись вже російською — «Михаил».
Могили Достоєвських є у Кальнику.

## Життєпис

### Родина, дитинство
Михайло Андрійович Достоєвський (народився у 1788 р. в с. Війтівці, Подільської губернії у родині греко-католицького священника) із 1802 року навчався в духовній семінарії при Шаргородському Миколаєвському монастирі, у 1809 р. був скерований на навчання у московське відділення медико-хірургічної академії. У 1812 р. працював у військовому госпіталі, у 1813 р. — у Бородинському піхотному полку. У 1816 р. отримав звання штабс-лікаря. Одружився 14 січня 1820 р. з Марією Федорівною (Нєчаєвою).
|                                                 |  |  |
| Батьки письменника: Марія і Михайло Достоєвські |  |  |

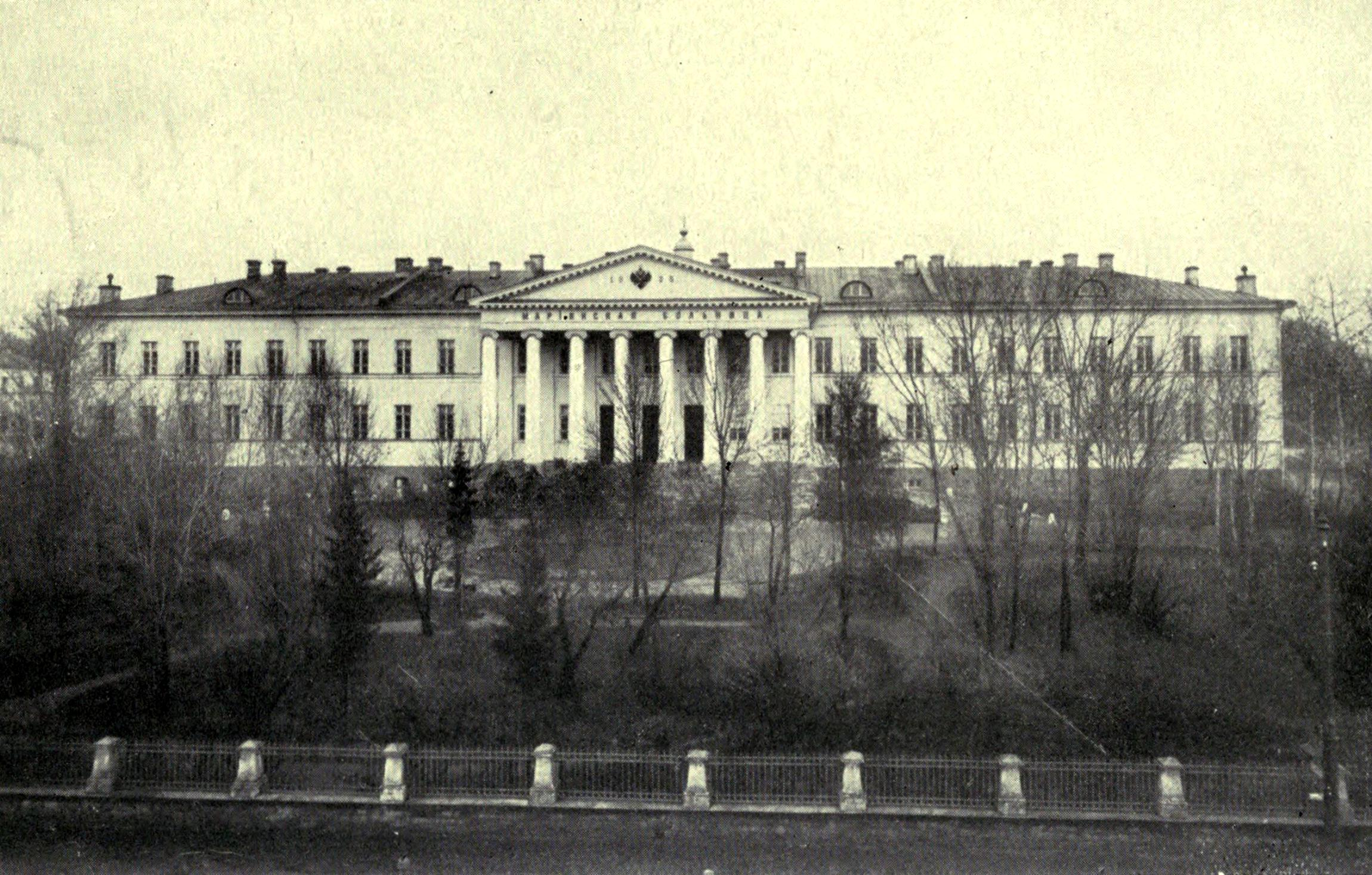
Московська Маріїнська лікарня для бідних

Федір Тимофійович Нєчаєв був купцем третьої гільдії, переїхав до Москви з Калузької губернії. У 1812 році залишав обложену Москву і втратив весь капітал, проте пізніше зміг виплатити борги. Його старша донька, Олександра, стала дружиною заможного купця Куманіна і в подальшому багато допомагала родині Достоєвських.
Марія Федорівна Нєчаєва зазнала значного впливу своїх родичів по материній лінії Котельницьких, дідусь Марії працював коректором у Московській духовній типографії.
Після народження першої дитини — сина Михайла — Достоєвський закінчує військову службу та працює ординатором московської Маріїнської лікарні (перша безкоштовна клініка для бідних, яку заснували у 1806 р.). У флігелі лікарні й народився його другий син — Федір.
У 1827 році Михайло Андрійович Достоєвський був нагороджений чином колезького асесора, що передбачало спадкове дворянство. У 1831 році придбав село Дарове у Тульській губернії із сотнею кріпосних селян. Проте родину спіткала фінансова криза — хати місцевих бідних кріпаків були знищені того ж року пожежею, а Достоєвські мали розпочати судову тяжбу із сусідом, Павлом Хотяінцевим, внаслідок чого Достоєвський заклав Дарове та викупив село Черемашню.
Життя сім'ї підпорядковується робочому графіку батька-лікаря. Влітку вони виходять на прогулянку в сад, в неділю відвідують службу в церкві. Після придбання маєтку, літо проводять в Даровому. Марія Федорівна вчить Михайла та Федора грамоті. Пізніше старші брати навчаються з викладачами, вивчають латину з батьком. Разом знайомляться із сучасними творами російської та французької літератури.

### Освіта. Смерть батьків.
Михайло та Федір Достоєвські навчалися на напівпансіоні Сушара, із 1834 року — в інтернаті Леопольда Чермака. Викладає російську мову в інтернаті Микола Білевич. Він відвідував літературні зібрання, займався перекладами та писав вірші — Михайло і Федір захоплюються розповідями вчителя та, можливо, вперше задумуються про подальшу літературну кар'єру. У 1835 році у Федора стається перший напад епілепсії. В інтернаті Федір тримався осторонь, за спогадами товариша Качановського, «це — був серйозний, задумливий хлопчик, білявий, із блідим обличчям. Його мало займали ігри: під час рекреацій він не залишав майже книжок, проводив решту вільного часу у розмовах зі старшими вихованцями».

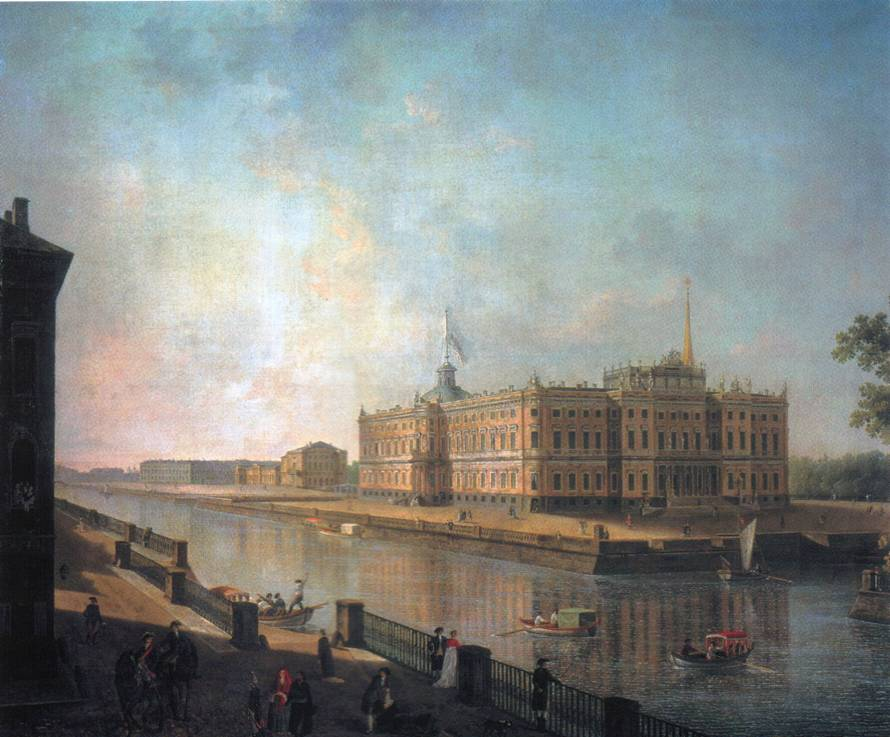
Федір Алексєєв. Краєвид на Головне інженерне училище з боку Фонтанки

З 1822 до 1835 року у Достоєвських народжуються ще шестеро дітей. Це підірвало здоров'я Марії Федорівни. З початку 1837 р. вона не встає з ліжка, помирає 27 лютого від сухот. Її чоловік важко переживав трагедію, почав більше пити та вирішив звільнитися з роботи. Старших синів батько віддає на навчання в Головне інженерне училище, попри їхнє бажання займатися літературою. Тітка Олександра Куманіна оплачує навчання та бере до себе на виховання інших двох дітей Михайла Достоєвського. Наступного року Федір Достоєвський вступає до Головного інженерного училища, а його старший брат помилково був визнаний хворим та розпочав військову службу, працював у Ревелі. Федір Достоєвський після першого курсу був залишений на другий рік через різку відповідь викладачу алгебри, хоча загалом мав хороші оцінки та старанно вчився.
У червні 1839 року Федір отримав звістку, що його батько помер. За спогадами молодшого сина, Андрія Достоєвського, батька вбили артільники, з якими той посварився. Онучка Михайла Достоєвського, Любов Федорівна, переповідала версію, що його знайшли посеред поля, де того задушив кучер. Родичка В. Нєчаєва припускала, що Михайла Достоєвського могли вбити в якості помсти за дівчину, з якою той мав зв'язок після смерті дружини. Федір Достоєвський переживав глибоке потрясіння через ці чутки, роздумував над цим усе подальше життя, оскільки не міг змиритися з образом батька-деспота, якого забили його ж кріпаки. Андрій Достоєвський у мемуарах зазначає, що їхній батько із рідними завжди був доброзичливим, часто веселим. При вихованні дітей ніколи не дозволяв фізичного покарання. Важливо також зазначити, що версії про насильницьку смерть Михайла Достоєвського не мають документального підтвердження. У 1975 році опубліковано статтю Г. Федорова «Припущення і логіка фактів»: автор доводить, що Михайло Андрійович помер від інсульту, а чутки про його вбивство поширював недоброзичливий сусід Хотяінцев..
З 1841 року Федір Достоєвський був призначений польовим інженером-прапорщиком, переселився на квартиру в центрі Санкт-Петербурга. У 1843 році по закінченню навчання, отримує посаду в креслярському інженерному департаменті. Тричі (1843, 1845 і 1846) відвідує брата Михайла в Ревелі. На прохання Михайла, у Петербурзі за Федором наглядав лікар Різенкампф — той писав, що Достоєвський харчувався тільки молоком і хлібом через постійний брак грошей, отримавши від родичів 1000 рублів, розплатився з нагальними боргами та решту програв в більярд. У 1844 р. Федір Михайлович відмовляється вирушати в командування в Оренбург чи Севастополь та звільняється. Товаришує з Олексієм Бекетовим, художником К. Трутовським, Д. Григоровичем.

### Початок літературної діяльності
1843 рік — у журналі «Репертуар і пантеон» надрукував перший завершений переклад — «Євгенію Гранде» Бальзака (без указання імені перекладача).

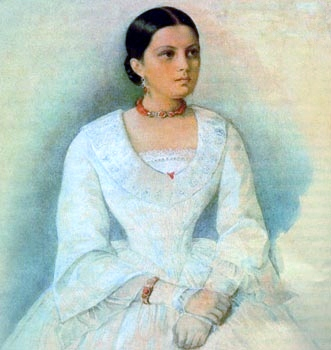
Авдотья Яковлівна Панаєва

На початку 1845 року з'явився перший власний твір Достоєвського — «Бідні люди». З твором ознайомилися Григорович, Некрасов та Бєлінський — вони були захоплені сюжетом та перечитували найбільш драматичні уривки. Бєлінський високо оцінив першу роботу Федора Михайловича: «Головне, що вражає в ньому — це дивовижна майстерність розміщувати обличчя перед очима читача, окресливши його тільки двома-трьома словами… І потім таке глибоке, тепле співчуття до бідності, до страждання. Скажіть, він, напевно, бідна людина і сам багато страждав?.. Написати таку річ у двадцять п'ять років може тільки геній, котрий силою розуміння в одну хвилину схоплює все, для чого звичайній людині потрібен досвід багатьох років». Невдовзі Бєлінській познайомився з автором особисто та зазначив: «Вам правда відкрита і повідомлена, як митцю, дісталася як дар, цінуйте ж ваш дар і лишайтеся вірним, і будете великим письменником». До цієї зустрічі подумки повертався Достоєвський пізніше, під час каторги, аби зміцнити свій дух.
«Бідні люди» — роман у листах між дрібним чиновником у віці Макаром Дєвушкіним і сиротою Варварою Добросьоловою. Розкриває тему хвилювань і почуттів бідних, знедолених людей, пригнічених зовнішніми обставинами. Персонажі навіть не сміють нарікати на свою долю, а їхні мрії про спокійне і щасливе життя так і залишаються фантазіями.
Некрасов і Григорович ввели Достоєвського на зібрання в будинку белетриста Івана Панаєва. Достоєвський закохався в його дружину, Авдотью Яковлівну Брянську, доньку відомого трагіка, яка в юності готувалася стати танцівницею. Це було перше, але нетривале і нерозділене захоплення Достоєвського. Авдотья Яковлівна пізніше писала: «Із першого погляду на Достоєвського видно, що це пристрасно нервовий і вразливий юнак. Він був худеньким, маленьким, білявим, із хворобливим кольором обличчя; невеликі сірі очі його якось неспокійно переходили з предмета на предмет, а бліді губи нервово пересмикувалися. Первинно він був дуже сором'язливим і не втручався в загальну розмову. Але незабаром він проявив себе пристрасним сперечальником… Через молодість та нервовість він не вмів володіти собою і надто явно висловлював своє авторське самолюбство і високу думку про свій талант».
На літературному вечорі у Бєлінського в грудні 1845 р. Достоєвський прочитав три глави з нового твору — «Двійник», що розповідає про роздвоєння особистості дрібного чиновника Якова Петровича Голядкіна. Голядкін мав сподівання на стосунки із красунею Кларою Олсуфіївною, проте її батько, статський радник, виганяє Голядкіна зі свого дому як неблагонадійного та дивакуватого хлопця. Під впливом таких потрясінь, Якову Петровичу здається, що поряд із ним існує його двійник, якому все вдається краще, ніж самому Голядкіну. На цю повість імовірно вплинув незакінчений твір Лермонтова «Штосс» (розповідає про усамітнене життя нещасливого художника Лугіна, який занурюється у власні роздуми та галюцинації). Також у повісті «Двійник» знайшли відображення страху донощиків, політичного переслідування, таємної поліції.
Віссаріон Григорович Бєлінський висловився з приводу цієї повісті: «Для усякого, кому доступні таємниці мистецтва, із першого погляду видно, що в „Двійник“ ще більше творчого таланту і глибини думки, ніж у „Бідних людях“». Він високо оцінив ідею та майстерність Достоєвського, проте критикував форму вираження цієї ідеї та відсутність міри у виразних методах.
Проте у середовищі літераторів та інших учасників творчих зібрань повість «Двійник» була сприйнята неоднозначно. І. Тургенєв та М. Нєкрасов написали памфлет, в якому висміяли припадок епілепсії, що стався із Достоєвським на вечорі в музиканта та мецената М. Вієльгорського. Така реакція колег глибоко вразила Достоєвського. Його товариш та лікар С. Яновський згадував: «Несподіваність переходу від поклоніння і піднесення автора „Бідних людей“ ледь не на ступінь генія до безнадійного заперечення у ньому літературного дарування могла розбити і не таку вразливу людину, якою був Достоєвський. Він став уникати осіб з кола Бєлінського, закрився весь у собі».
Після публічних обговорень «Двійника» та наступного твору Достоєвського, «Пана Прохарчина», вималювалися розбіжності в поглядах Віссаріона Бєлінського та Федора Михайловича. Тоді як Бєлінський із 1840-х років виступав за якобінські методи державного перевороту, практичний бік мистецтва, його вплив на суспільство, за відображення впливу економіки на особистість людини, Достоєвського захоплювали ідеї загального братерства, соціальної гармонії та ідеалістична естетика, заснована на християнських цінностях. Реалістично змальоване місто для Достоєвського — тільки тло для внутрішніх переживань, психологічних драм. Через розбіжності в поглядах Достоєвський не спілкувався з Бєлінським останній рік його життя.
Після Бєлінського, відділом літературної критики в «Вітчизняних записках» займався В. Майков. На його зібраннях були присутні поет Плещеєв, Д. Григорович, лікар С. Яновський, Аполлон Майков. За ініціативою Достоєвського, вони орендували квартиру на Васильєвському острові та організували спільний побут. Федір Михайлович спілкувався з М. Майковим та А. Майковим, проте неокласицизм їхньої творчості та захоплення античністю були далекі для Федора Михайловича. На Достоєвського більше вплинув економіст та літературний критик В. Майков, який неочікувано помер у молодому віці 15 липня 1847 року. В. Майков писав: «Гоголь — поет переважно соціальний, а Достоєвський — переважно психологічний».
У 1846—1847 рр. Достоєвський працює над містичною повістю «Господиня», в якій звертається до нових художніх методів, надає творові колорит романтичної новели, наповненої драматичних подій.

### Гурток Петрашевського та арешт
У 1847 році почав відвідувати відомі «п'ятниці» Михайла Буташевича-Петрашевського. Петрашевський — діяч визвольного руху, сповідував погляди Фур'є, створив перше соціалістичне зібрання в Російській імперії. Коли до зібрань приєднався Достоєвський, вони переважно обговорювали кріпацтво, реформи суду та друку. Федір Михайлович захопився ідеями Фур'є — той закликав створювати фаланги — аграрно-промислові асоціації з метою нової організації праці та життя бідного населення. Ідеали соціальної гармонії та мирних змін світового ладу були співзвучні уявленням Достоєвського.

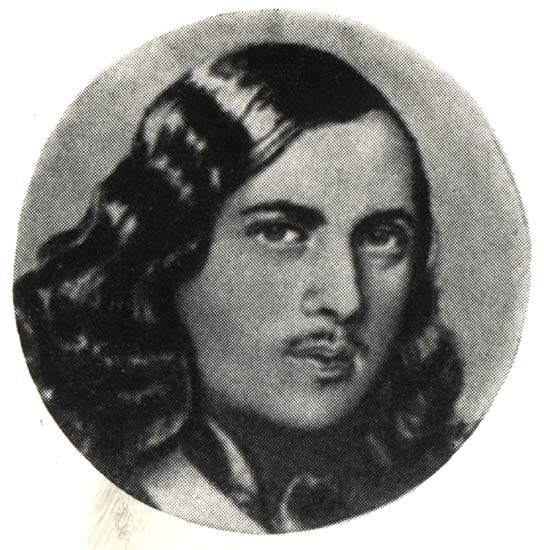
Микола Олександрович Спєшнєв — один із прототипів Миколи Ставрогіна в романі «Біси»

У нотатках Достоєвського знайдено начерк плану роману про петрашевців: «Олексіївський равелін. Ростовцев. Філіпов. Головінський. Тимковський». Задум цього роману так і не був втілений, та деякі риси учасників гуртка Петрашевського знайшли відображення в персонажах роману «Біси». Павло Філіпов запропонував поширювати антиурядові статті, листівки. Василь Головінський — юний ентузіаст звільнення народу, був запрошений Достоєвським та встиг до арешту зачитати всього одну промову. Костянтин Тимковський — лейтенант Чорноморського флоту, що цікавився літературою та був глибоко релігійною людиною. У колі петрашевців його погляди кардинально змінилися — він співчував комуністам та був готовим пожертвувати своїм життям (імовірно, вплинув на образ Кирилова в «Бісах»).
Яскравим лідером петрашевців був Микола Спєшнєв — розумний, багатий та освічений поміщик, який кілька років жив в Парижі, у Швейцарії. Дотримувався крайніх лівих поглядів. Федір Достоєвський зробив три доповіді в гуртку — дві про літературу й один про егоїзм (аналіз роману Макса Штірнера «Єдиний і його надбання»).
Достоєвський і Плєщеєв звернулися до Спєшнєва для організації суто літературного гуртка, окремого від петрашевців, де вони могли б більш вільно дискутувати щодо мистецьких питань. Проте лідерами нового угрупування стали радикалісти поет Дуров і сам Спєшнєв.
Федір Михайлович вважав, що соціальні зміни мають відбутися тільки завдяки пропаганді та просвітництву, вірив у те, що кріпацтво скасують цар і поміщики, однак підпав під вплив Спєшнєва. 7 квітня 1849 року петрашевці відсвяткували день народження Фур'є, замовили його великий портрет, розділили для здійснення перекладу текст праці «Новий індустріальний та суспільний світ». На зборах виступав Глінка (сцена виконання романсу Глінки відображена у творі «Вічний чоловік»).
15 квітня 1849 року в гуртку Достоєвський зачитав заборонений тоді «Лист Белінського до Гоголя». З початку зими 1848 року політична поліція слідкувала за зборами петрашевців, їх відвідував таємний агент Антонеллі. Остання зустріч петрашевців відбулася 22 квітня. У той же день Микола I наклав резолюцію на записку щодо їхньої діяльності, граф Орлов підписав наказ про терміновий арешт. Достоєвського заарештували вночі, наступного дня його розмістили в Петропавловському казематі.
Останнім твором до арешту і каторги Достоєвського стала «Нєточка Нєзванова». За оригінальним задумом автора, твір мав розкривати тему впливу мистецтва на життя людей. Проте повість відома нам тільки у скороченому вигляді, опублікованому в 1860 році, а продовження цього сюжету Достоєвський так і не створив.
Слідство тривало чотири місяці, в липні арештантам дозволили листуватися з рідними та отримувати журнали. Брат вислав Федору Михайловичу збірник Шекспіра та опублікований в «Вітчизняних записках» роман «Джен Ейр» Шарлотти Бронте. У своїх письмових показах Достоєвський відстоює погляди про важливість скасування цензури, про велику роль мистецтва в житті суспільства, а також за можливістю умовчує про роль інших членів гуртку петрашевців.

### Ешафот. Каторга
16 листопада 1849 р. військовий суд закінчив розгляд справи петрашевців, 19 грудня генерал-аудиторіат виніс вирок — розстріл 21 учасників таємної спілки, проте звернувся до імператора про помилування, враховуючи каяття, молодий вік арештантів, а також відсутність шкідливих наслідків їхньої діяльності. Микола I помилував їх, замінивши покарання на каторгу, проте весь церемоніал страти був дотриманий, про зміну їхнього вироку оголосили в останній момент, замість команди до розстрілу. Цю сцену Федір Михайлович описав у романі «Ідіот». У Тобольську відбулася зустріч арештантів із дружинами декабристів: ті подарували новоприбулим політичним в'язням екземпляр євангелій та клопотали про покращення їхніх умов. Федір Михайлович зберігав подаровану книжку до кінця життя.
Від зими 1850 року Достоєвський перебував в Омському острозі. Офіційно йому заборонили писати, але через епілептичні напади та туберкульоз, яким він заразився в острозі, Федір Михайлович часто перебував у лазареті й там потайки робив записи про тюремне життя (т. зв. «Сибірський зошит»). Достоєвський намагався зблизитися з каторжанами, проте дворянин і засуджений за політичний злочин був для них чужим. На подолання бар'єру між звичайними арештантами та Достоєвським знадобилися роки.
В острозі Достоєвський глибше вивчає Євангеліє — єдину дозволену книжку для в'язнів. Для Федора Михайловича починається духовний пошук нових шляхів розвитку Росії, що тривав до 1860-х років.

### Після заслання

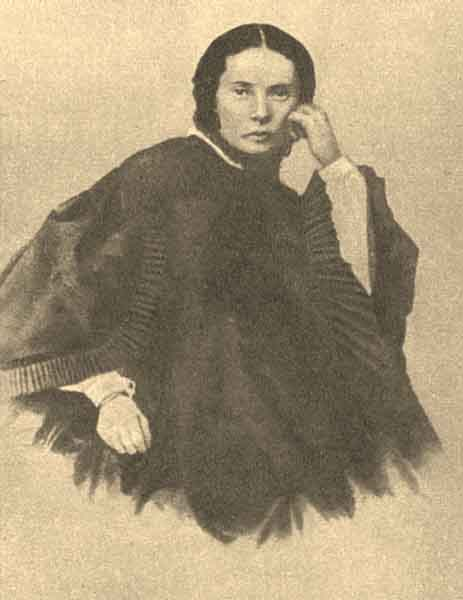
Марія Дмитрівна Достоєвська — перша дружина письменника

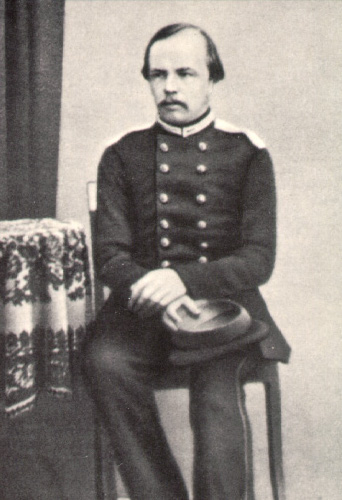
Федір Достоєвський, 1859 р.

Після звільнення з острогу Достоєвський місяць прожив в Омську. З 1854 року Достоєвський скерований рядовим у Семипалатинськ, спочатку проживає в загальній казармі, пізніше отримує дозвіл жити окремо на квартирі вдови. У цей час у місто приїхав прокурор О. Врангель, який був присутній при винесенні вироку Достоєвському. Вони почали товаришувати, завдяки цьому знайомству Достоєвський зміг заводити знайомства із чиновниками та інтелігенцією, виїжджав з міста в степ, влітку проживали на дачі, вирощував квіти. За спогадами О. Врангеля, сцени природи «не торкали, не хвилювали його. Він був захоплений вивченням людини». Спілкувався з видатним етнографом Чоканом Валіхановим, зблизився з П. П Семеновим (Тян-Шанським).
У Семипалатинську Достоєвський завів стосунки з Марією Дмитрівною Ісаєвою, дружиною місцевого мешканця Олександра Івановича Ісаєва, що втратив посаду через зловживання алкоголем. За спогадами Олександра Врангеля, Марія Дмитрівна більше шкодувала «нещасну, забиту долею людину». Олександр Ісаєв отримав посаду в Кузнецьку, проте незабаром помер. До Марії Дмитрівни почали свататися бідний вчитель Вергунов та інші місцеві чоловіки, це спонукало Достоєвського більш рішуче клопотатися про вирішення своєї долі. Достоєвський наважується передати через Врангеля лист генералу-ад'ютанту Едуарду Тотлебену, учаснику оборони Севастополя в Кримській війні, до того ж його брат, Адольф Тотлебен, був однокурсником Федора Михайловича. Тотлебен звернувся із клопотанням до Олександра II — той дозволив підвищити Достоєвського в званні та друкуватися — проте тільки після того, як таємна поліція переконається в його благонадійності. Достоєвський клопочеться і про свого суперника, Вергунова, але й доводить в листах Марії Дмитрівні, що їхнє з бідним вчителем спільне життя буде нещасливим. Зрештою, Марія Дмитрівна дала згоду стати дружиною Достоєвського. На облаштування сімейного життя Федір Михайлович позичив гроші у родичів — 600 рублів сріблом у Куманіних та по 200 рублів у брата Михайла і старших сестер, а також взяв грошову позику.
15 лютого 1857 р. у Кузнецьку відбулося вінчання Достоєвського із Марією Дмитрівною. Під час дороги з Кузнецька в Семипалатинськ, із Достоєвським стався напад епілепсії, що вкрай налякало його наречену. Подальше подружнє життя їх було нещасливим, жили здебільшого окремо, Марія Дмитрівна переважно займалася вихованням сина від першого шлюбу Павла. Врангель згадував, що «Марія Дмитрівна вічно хворіла, вередувала та ревнувала». 13 грудня 1858 року Достоєвський у листі писав: «Життя моє важке та гірке». Імовірно, доля Марії Дмитрівни та її чоловіка, що страждав алкоголізмом, знайшла відображення в персонажах Семена Мармеладова та Катерини Іванівни з роману «Злочин і кара».
Лише 1859 року Достоєвський отримав дозвіл звільнитися та залишити Сибір — він із сім'єю переїжджає у Твер. Тоді ж вийшли друком його твори «Дядюшкін сон» та «Село Стєпанчіково і його мешканці». У листі до студента Федорова у 1873 р. Достоєвський писав: «15 років я не перечитував мою повість „Дядюшкін сон“. Тепер же, перечитавши, оцінюю її погано… Я написав її тоді в Сибіру, і перший раз після каторги, винятково з метою знову розпочати літературну справу і жахливо побоюючись цензури (як до минулого засланця)». У творі «Село Степанчиково» Достоєвський розробляє образ наївної «прекрасної людини» — поміщика Ростанева. З трьох видавництв, в які звертається автор, тільки одне, найменш впливове, друкує «Село Степанчиково» із деякими змінами. 1860 року вийшла перша двотомна збірка творів письменника.
У 1860 році Достоєвський з дружиною і названим сином Павлом повернувся до Петербурга, але негласне спостереження за ним не припинялось до середини 1870-х років. З початку 1861 року Федір Михайлович допомагав братові Михайлу видавати власний журнал «Час». Погляди редакторів журналу — ґрунтівництво, ідеалістичне уявлення про історію, культуру, примирення, поєднання інтелігенції та народу, заперечення антагонізму в російському суспільстві та захист консервативних принципів.
У Петербурзі Достоєвський відвідує вівторки А. П. Мілюкова (головного редактора видання «Світоч»). «Перше місце на зборах займав звісно Федір Михайлович, він був для всіх авторитетом видатного письменника і був лідером не тільки за своєю популярністю, але й достатку думок та запалу, з яким він їх висловлював», — згадував Н. Н. Страхов. Співробітником журналу Достоєвського та їхнім товаришем став А. Григорьєв. У журналі «Москвитянин» той розробив слов'янофільський напрям літературної критики, де моральні принципи переважають над соціальними. Його ідеалістична теорія базується на поглядах Шелінґа.
У цей час склалися дружні відносини та листування Федора Михайловича з Олександрою Іванівною Куліковою (Шуберт), дружиною лікаря Яновського. Достоєвський високо оцінив театральний талант Шуберт. Олександра Іванівна наважилася розійтися із чоловіком та продовжити свою кар'єру в Москві — через те, що її до цього заохочував Достоєвський, спілкування між Федором Михайловичем та Яновським припинилося.
Достоєвський здійснив поїздку за кордон, відвідав Берлін, Дрезден, Вісбаден, Кельн, Париж, Лондон, Женеву, Геную, Флоренцію, Мілан, Венецію та Відень. Страхов, який супроводжував письменника в подорожі, згадував, що Достоєвський не відвідував визначних пам'яток, а переважно споглядав за місцевими та намагався вловити їхні характерні риси. У Лондоні Достоєвський зустрівся з Герценом та анархістом М. Бакуніним.
У подорожі Європою Достоєвського також супроводжувала Аполлінарія Суслова — донька кріпака, який викупив себе в графа Шеремєтьєва, із нею Федір Михайлович познайомився на публічному читанні «Записок із Мертвого будинку». У журналі поряд із своїм романом «Принижені та зневажені», Федір Михайлович надрукував розповідь Суслової «Допоки». Вони разом домовлялися виїхати закордон на початку літа, але Достоєвський затримався в Петербурзі через робочі питання. Коли він зустрівся в серпні з Аполлінарією в Парижі, то дізнався, що вона вже закохана в іншого — студента-медика. У Баден-Бадені захопився руйнівною грою в рулетку, відчував постійну потребу в грошах. У Вісбадені Достоєвський виграв 10 тисяч, відправив половину суми важкохворій дружині в Росію. Але наступного ж дня знову програв усе та звернувся листом до брата, щоб гроші повернули. Михайло Достоєвський зауважує йому: «Не розумію, як можна грати, подорожуючи з коханою жінкою». У Берліні Достоєвський та Суслова прощаються, Достоєвський їде в Гамбург, де знову програє всі гроші та просить у листі Суслову позичити йому грошей. У щоденнику Аполлінарія Суслова записала: «Мені кажуть про Федора Михайловича. Я його просто ненавиджу. Він так багато змушував мене страждати, коли можна було обійтися без страждань. Тепер я відчуваю і бачу добре, що не можу любити, не можу знайти щастя в насолоді кохання, тому що ласка чоловіків буде нагадувати мені приниження та страждання» (вересень 1864 р.). Восени Достоєвський повернувся до Росії та намагався відновити стосунки з Сусловою, потоваришувавши з її сестрою Надією. Федір Михайлович освідчився Аполлінарії, проте це тільки роздратувало її.
23 січня 1863 р. центральний національний комітет Польщі оголосив озброєне повстання. Герцен у журналі «Дзвін» підтримав незалежність Польщі. Журнал Достоєвського «Час» три місяці не висловлював свою позицію щодо цих подій, у квітні вийшла друком стаття Стахова «Фатальне питання». Він закликав отримати «духовну перемогу» над польською культурою, що викликало критику журналу «Московські відомості». У травні Валуєв заборонив надалі друкувати журнал «Час», після чого Михайло Достоєвський звернувся із клопотанням про створення нового журналу «Епоха» — надалі Михайло обіцяв повністю утриматися від критики політичного устрою в Росії та політичної сатири. Дозвіл на друк журналу Михайло отримав, але тільки в січні нового року, коли передплата на журнали вже була оформлена читачами, відтак Михайло поніс значні фінансові втрати.
У 1864 р. Федір Михайлович втратив трьох рідних людей — дружину, брата та товариша Аполлона Григорьєва. Марія Дмитрівна, хвора на туберкульоз, переїхала до Володимира, проте їй не покращало та вона продовжила лікування кумисом в Москві у лікаря А. Іванова. 15 квітня 1864 р. вона померла.
У Михайла Достоєвського виявили запалення печінки, проте через негаразди із виданням журналу, він продовжив роботу та помер 10 липня 1864 р. Після брата на утриманні Федора Михайловича лишилися сім'я Михайла, його позашлюбний син та борги за журнал на 33 тисячі рублів.
У липні 1864 р. Аполлон Григорьєв був ув'язнений через борги. Його викупив невідомий, проте 25 вересня він помер від серцевого нападу. «І ось я залишився раптово один, і стало мені просто страшно. Все життя розламалося навпіл. Стало все навколо мене холодно і безлюдно», — пише Достоєвський в листі Врангелю 31 березня 1865 р.
Через пів року після смерті брата видання «Епохи» припинили (лютий 1865 року). У безвихідному матеріальному становищі Достоєвський написав глави «Злочину і кари», пославши їх М. Н. Каткову прямо в журнальний набір консервативного «Русского вестника», де їх друкували з номера в номер. У червні 1865 р. Достоєвський оселився в селі Любліні, неподалік від дачі сестри Віри Іванової. Її родина сподівалася на шлюб невістки Олени Павлівни з Достоєвським (пасинок Віри Іванової був важкохворим). Донька Віри Іванової, Марія Олександрівна була ученицею Московської консерваторії, виконала романс на вірші Гейне — ці рядки Достоєвський зробив останніми словами героїні Катерини Іванівни Мармеладової.
Професор Любімов вичитував рукопис Достоєвського та не дозволи друкувати четверту частину четвертої глави, де Раскольников цілує ногу Соні Мармеладової, а та читає йому Євангеліє. Достоєвський змушував був перероблювати свій творчий задум.
Цього ж часу під загрозою втрати прав на свої видання на 9 наступних років на користь видавця Ф. Т. Стелловського він зобов'язався написати йому новий роман. За порадою друзів Достоєвський найняв двадцятирічну стенографістку Ганну Сніткіну, яка допомогла йому впоратися з цим завданням. «Ніякими словами не можна передати того гнітючого та жалісного враження, яке справив на мене Федір Михайлович за першої нашої зустрічі. Він мені видався розгубленим, важко стурбованим, безпорадним, самотнім, розлюченим, майже хворим. Здавалося, що він настільки пригноблений якимись негараздами, що не бачить вашого обличчя й не спроможний вести зв'язної розмови» — згадувала Ганна Сніткіна.
«Наприкінці роману (запису роману „Гравець“) я помітив, що стенографістка моя мене щиро любить, хоча ніколи не казала про це ні слова, а мені вона все більше і більше подобалася. Оскільки від смерті брата мені жахливо нудно і важко жити, я запропонував їй за мене вийти», — писав Достоєвський у листі. Після заручин, Анна Григорівна дізналася про величезні борги нареченого. Одного разу Федір Михайлович навідався до Анни Григорівни без шуби — виявилося, що напередодні він мав сварку з родичами через гроші та його єдину шубу вирішили закласти. Весілля відбулося 15 лютого, під час відвідин родичів Анни Григорівни, із Достоєвським стався епілептичний напад.
Роман «Злочин і кара» був закінчений і оплачений дуже добре. Але, щоб ці гроші в нього не відібрали кредитори, письменник поїхав за кордон зі своєю дружиною — поїздка планувалася тривалістю в кілька місяців. Відвідали Дрезден, у Баден-Бадені Достоєвський мав сварку із Тургенєвим. У Женеві був присутнім на зборах Ліги миру та свободи проти війни Франції та Пруссії (учасниками були Віктор Гюго, Гарібальді, Бакунін).
У Дрездені оглянув картину «Мертвий Христос» Ганса Гольбейна, яка справила на нього враження. «…взагалі це настільки схоже на справжнього мерця, що насправді мені здавалося, що я не наважуся залишитися з ним в одній кімнаті. Припустімо, що це дивовижно вірно, але насправді це дуже неестетично, і в мені це викликало тільки відразу і якийсь страх. Федя ж захоплювався цією картиною», — писала Анна Григорівна в щоденнику. 5 березня 1868 р. у Швейцарії в подружжя народилася донька Соня — та 24 травня вона померла.
До Росії Достоєвські виїхали тільки 5 липня 1871 року. Всі записи, нотатки Федір Михайлович знищив — боявся, що їх конфіскують на кордоні. Удома Достоєвські дізналися, що всю їхню власність продали кредитори.

### Творчість Достоєвського у 70-ті роки
Починаючи працювати над романом «Біси» (1870—1871), Достоєвський мав намір створити памфлет проти західників та нігілістів.
1875 — з'явився роман «Підліток» («рос. Подросток»), у якому письменник змалював розпад родини, втрату традиційних святинь та пошук нових.
1877 — Достоєвського обрали почесним членом Академії наук. Він уже завоював загальну славу та визнання. Але здоров'я письменника значно погіршилося.
1878 року від нападу епілепсії помер син Федора Михайловича, Олексій. Письменник тяжко переживав втрату сина. Відбулася бесіда Достоєвського зі старцем Амвросієм в Оптинській пустині. 1879 року з'явився роман «Брати Карамазови».

#### Перебування в Україні
Влітку 1877 року Федір Достоєвський відпочивав та працював над романом «Брати Карамазови» у вже неіснуючому селі Малий Прикіл (нині територія Малорибицької сільської ради Краснопільського району на Сумщині.

## Смерть
У січні 1881 року туберкульоз у Достоєвського ускладнився кровохарканням. 27 січня Федір Михайлович попрощався із дружиною та дітьми, попросив передати синові Євангеліє, що той отримав від дружин декабристів у Тобольську. Ввечері того ж дня Достоєвського не стало.
1 лютого 1881 року Достоєвського поховали в Олександро-Невській лаврі.

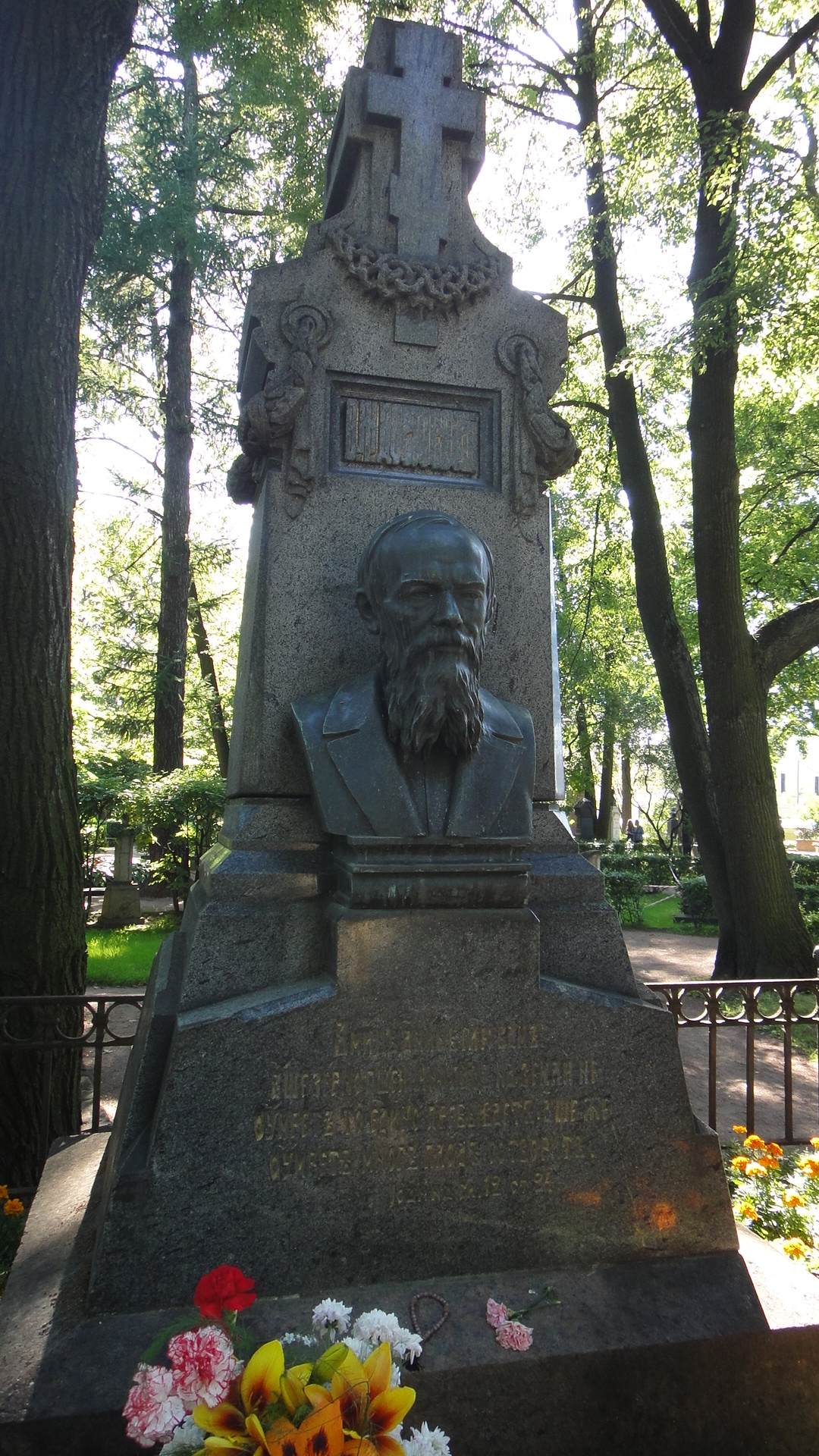
Пам'ятник на могилі Ф. М. Достоєвського

## Суспільно-політичні погляди
За життя Достоєвського в культурних шарах суспільства протиборствували принаймні два політичні течії — слов'янофільство і західництво, суть яких приблизно така: прихильники першого стверджували, що майбутнє Росії в народності, православ'ї та самодержавстві, прихильники другого вважали, що росіяни повинні в усьому брати приклад з європейців. І ті, і інші розмірковували над історичною долею Росії. У Достоєвського ж була своя ідея — «почвенництво». Він був і залишався російською людиною, нерозривно пов'язаною з народом, але при цьому не заперечував досягнення культури та цивілізації Заходу. З плином часу погляди Достоєвського розвивалися, і в період свого третього перебування за кордоном він остаточно став переконаним монархістом.
Іван Франко охарактеризував Достоєвського в національних питаннях як «досить тупого шовініста».

### Панславізм
Послідовно обстоював російську імперську політику. Висловлював ідеї захоплення Константинополя як результат «добровільного» служіння російського народу за братів у вірі і крові слов'ян та проти невірних: «Золотий Ріг і Константинополь — все це буде наше…». При цьому визнавав, що навіть серед слов'ян багато хто вважає росіян за варварів.

### Шовінізм та українофобія
Мав яскраво виражені проросійські шовіністичні та українофобські погляди. Він вважав Російську імперію найвеличнішою державою, а російську літературу — провідною літературою світу та рушієм цивілізаційного прогресу. Достоєвський відмовляв у праві на існування не лише українцям, а й іншим слов'янським народам, вважаючи існування їхніх національних культур перешкодою на шляху розвитку російської цивілізації. Відоме його висловлювання з цього приводу за 1876 рік:
| Ліві лапки | Серб, малорос тощо, який співчуває рідній мові, рідній літературі рішучо шкідливий член суспільства. Він гальмує справу загальної освіти, загальної великоруської літератури, в котрій ввесь порятунок, уся надія. Він [малорос] гальмує, поступ цивілізації, створеної самим великоруським народом, що створив найбільшу державу. Тільки великорос великодушно й чесно дивиться на всі національності, без усякої злоби і упередження, тим часом як малорос, наприклад, вічно тримає камінь за пазухою і не може ставитись до великороса інакше як з ворожістюОригінальний текст (рос.) Серб, малоросс и т. д., сочувствующий родному языку, родной литературе, положительно зловредный член общества, он тормозит работу всеобщего просвещения, всеобщей великорусской литературы, в которых все спасение, вся надежда. Он тормозит ход цивилизации, созданной одним великорусским народом, сумевшим создать величайшее из государств. Один великоросс великодушно и честно смотрит на все национальности, без всякой злобы и преднамеренности, тогда как малоросс, например, вечно держит камень за пазухой и не может отнестись к великороссу иначе, как с враждой | Праві лапки |

### Антисемітизм
Антисемітизм був невіддільною частиною світогляду Федора Достоєвського і знаходив вираження як в його художніх, так і в публіцистичних творах. Світогляд письменника поєднував ксенофобію та ненависть до «інородців» й не православних вірян. Загалом таке поєднання є характерною рисою російського націоналізму нового часу. Крім того, Достоєвський як глибоко віруючий православний християнин, відчував потужну ненависть до юдаїзму. Перший єврейський персонаж у його творчості — це Ісай Фомич Бумштейн («Записки з Мертвого дому», 1861—62), ризький єврей, каторжник, стилізований під гоголівського Янкеля з «Тараса Бульби». Зовнішність, поведінка, обрядовість та мова Ісая зображені насмішкувато й недоброзичливо, без найменшої спроби проникнення в його психологію і в значення виконуваних ним обрядів.
Майже всі євреї у творах Федора Достоєвського негативні персонажі, небезпечні й жалюгідні водночас. Вони поєднують у собі цілу низку негативних людських якостей: боягузтво, нахабство, хитрість, жадібність, безчесність. При описі єврейських персонажів він часто вдається до штампів і наклепів вульгарного антисемітизму. Наприклад, у «Бісах» єврей-вихрест Лямшин оскверняє ікону Богоматері, у «Братах Карамазових» допускається справедливість кривавого наклепу, а саме — звинувачення юдеїв у ритуальному вживанні крові християнських немовлят. Замість слова «єврей» Достоєвський волів у своїх творах вживати принизливі етноніми: рос. жиды, жидки, жидишки, жидюги, жиденята.

## Сім'я і оточення
Дід письменника Андрій Григорович Достоєвський (1756 — близько 1819) служив уніатським, пізніше — православним священником у селі Війтівці поблизу Немирова.
Батько, Михайло Андрійович (1787—1839), навчався в Московському відділенні Імператорській медико-хірургічній академії, служив лікарем у Бородінському піхотному полку, ординатором в Московському військовому госпіталі, лікарем в Маріїнській лікарні Московського виховного будинку (тобто в лікарні для незаможних, ще відомої під назвою Божедомка). У 1831 придбав невелике село Дарове в Каширському повіті Тульської губернії, а в 1833 і сусіднє село Черемошню (Чермашню), де в 1839 році був убитий власними кріпаками:
Пристрасть його до спиртних напоїв мабуть збільшилася, і він майже постійно перебував не в нормальному стані. Настала весна, мало що обіцяла хорошого … Ось у цей-то час в селі Чермашне на полях під узліссям працювала артіль мужиків, в десяток чи півтора десятка людей, діло, значить, було далеко від житла. Виведений із себе якоюсь неуспішною дією селян, а може бути, тільки що здавався йому таким, батько розлютився і почав дуже кричати на селян. Один з них, більш зухвалий, відповів на цей крик сильною грубістю і слідом за тим, злякавшися цієї брутальності, крикнув: «Хлопці, карачун йому !..». І з цим вигуком всі селяни, в числі до 15 осіб, кинулися на батька і в одну мить, звичайно, покінчили з ним … — Із спогадів А. М. Достоєвського

Мати Достоєвського, Марія Федорівна (1800—1837), походила з багатої московської купецької сім'ї Нечаєвих, яка після Вітчизняної війни 1812 р. втратила більшість статків. У 19 років вона стала дружиною Михайла Достоєвського. Вона була, за спогадами дітей, доброю матір'ю і народила в шлюбі чотирьох синів і чотирьох дочок (син Федір був другою дитиною). М. Ф. Достоєвська померла від сухот. На думку дослідників творчості великого письменника, окремі риси Марії Федорівни знайшли відображення в образах Софії Андріївни Довгорукої («Підліток») та Софії Іванівни Карамазової («Брати Карамазови»).
Старший брат Достоєвського, Михайло, також став літератором, на його творчості позначився вплив брата, а над журналом «Час» брати працювали значною мірою спільно. Молодший брат Андрій став архітектором, Достоєвський бачив в його сім'ї гідний зразок сімейного життя. А. М. Достоєвський залишив цінні спогади про свого брата. З сестер Достоєвського найближчі відносини склалися у письменника з Варварою Михайлівною (1822—1893), про яку він писав братові Андрію: «Я її люблю, вона славна сестра і чудова людина…» (28 листопада 1880 р.). З численних племінників і племінниць Достоєвський любив і виділяв Марію Михайлівну (1844—1888), яку, відповідно до спогадів Л. Ф. Достоєвський, «любив як власну дочку, пестив її та розважав, коли вона була ще маленькою, пізніше пишався її музичним талантом і її успіхом у молодих людей», проте після смерті Михайла Достоєвського ця близькість зійшла нанівець. Нащадки Федора Михайловича й далі проживають у Санкт-Петербурзі.

## Філософія
Як показав Ноговіцин О. М. у своїй роботі, Достоєвський є найяскравішим представником «онтологічної», «рефлексивної» поетики, яка на відміну від традиційної, описової поетики, залишає персонаж у певному сенсі вільним у своїх відносинах з текстом, який його описує, що проявляється в тому, що він усвідомлює своє з ним відношення і діє виходячи з нього. Звідси вся парадоксальність, суперечливість і непослідовність персонажів Достоєвського. Якщо в традиційній поетиці персонаж залишається завжди у владі автора, завжди захоплений подіями (захоплений текстом), тобто залишається цілком описовим, цілком включеним у текст, цілком зрозумілим, підлеглим причинам і наслідкам, руху оповіді, то в онтологічній поетиці ми вперше стикаємося з персонажем, який намагається чинити опір текстуальним стихіям, своїй підвладності тексту, намагаючись його «переписати». При такому підході письменство є не опис персонажа в різноманітних ситуаціях і положеннях його у світі, а співпереживання його трагедії — його свавільному небажанні прийняти текст (світ), в його непереборна надмірність стосовно нього, потенційна нескінченність. Вперше на таке особливе ставлення Достоєвського до своїх персонажів звернув увагу Михайло Бахтін.

## Значення та вшанування
Федір Достоєвський справив значний вплив на розвиток літературного і культурного процесу не тільки в Росії. Прикметно, що і в наш час (поч. XXI ст.) Достоєвський лишається найбільш читаним російськомовним автором на Заході та в цілому світі. Твори письменника традиційно включаються до навчальних програм, причому не тільки вишівських і філологічних, у багатьох країнах світу.
Загалом функціюють сім музеїв Федора Достоєвського у світі — по одному в Білорусі та Казахстані, решта — в Росії.

## Перелік творів

### Романи
- Бідні люди (1846)
- Зневажені і скривджені (1861)
- Злочин і кара (1866)
- Гравець (1866)
- Ідіот (1869)
- Біси (1872)
- Підліток (1875)
- Брати Карамазови (1880)

### Повісті
- Двійник (1846)
- Господиня (1847)
- Білі ночі (1848)
- Село Степанчиково та його мешканці (1859)
- Записки з Мертвого дому (1861)
- Засписки з підпілля (1864)

## Переклади українською
- Ф.М. Достоєвський. Вина і кара. Том 1 / пер. з рос. Михайло Подолинський. — Вінніпеґ, Манітоба : Накладом і друком  «Українського голосу», 1927. — 271 с.
- Ф.М. Достоєвський. Зневажені і скривджені / пер. з рос. Федір Гавриш. — К. : Державне видавництво художньої літератури, 1956. — 360 с.
- Ф.М. Достоєвський. Злочин і кара / пер. з рос. І.М. Сергєєв. — К. : Державне видавництво художньої літератури, 1958.
  - (перевидання) Федір Достоєвський. Злочин і кара / пер. з рос. І.М. Сергєєв. — К. : Либідь, 2014. — 672 с. — ISBN 978-966-06-0687-6.
- Ф.М. Достоєвський. Село Степанчиково та його мешканці / пер. з рос. Федір Гавриш. — К. : Державне видавництво художньої літератури, 1962.
- Ф.М. Достоєвський. Брати Карамазови / пер. з рос. Федір Гавриш. — К. : Дніпро, 1965. — 716 с.
- Ф.М. Достоєвський. Записки з Мертвого дому: («Бідні люди», «Білі ночі», «Дядечків сон», «Записки з Мертвого дому») / пер. з рос. Федір Гавриш. — К. : Дніпро, 1971. — 559 с.

Також відомо, що Федір Гавриш працював над перекладом роману «Ідіот», але роботу було припинено через заборону цензури на друк.

## Екранізації творів
- 1992 — «Сон смішної людини» — мультфільм